# Help (telefilme)
Help é um telefilme de drama britânico sobre a pandemia de COVID-19 no Reino Unido, escrito por Jack Thorne e dirigido por Marc Munden. É estrelado por Jodie Comer e Stephen Graham. Foi ao ar no Channel 4 em 16 de setembro de 2021.

## Enredo
"Help" se passa em um lar de idosos fictício em Liverpool e narra a emocionante história do vínculo entre Sarah (interpretada por Jodie Comer), uma jovem funcionária da casa de repouso, e Tony (interpretado por Stephen Graham), um dos pacientes. Suas vidas são profundamente impactadas pelo surgimento da Pandemia de COVID-19 na primavera de 2020.

## Elenco
- Jodie Comer como Sarah
- Stephen Graham como Tony
- Ian Hart como Steve
- Lesley Sharp como Gaynor
- Andrew Schofield como Bob
- Cathy Tyson como Polly
- Angela Griffin como Tori
- Arthur Hughes como Tim
- Sue Johnston como Gloria
- Steve Garti como Kenny
- Ellis Howard como Robbie
- Alicya Eyo como June
- David Hayman como Hercules

## Recepção
Help tem um índice de 100% de aprovação no Rotten Tomatoes, com base em 15 críticas, com uma nota média de 9,2 de 10. Carol Midgley, do The Times, deu ao telefilme cinco de cinco estrelas e chamou-o de "um pesadelo vergonhoso [que] todos os ministros deveriam ver". Lauren Morris, do Radio Times, deu-lhe quatro de cinco estrelas, elogiando o filme por "atingir a experiência traumática pela qual muitos cuidadores teriam passado enquanto tentavam cuidar de residentes vulneráveis de lares de idosos durante a pandemia" e elogiou as atuações de Graham e Comer.

## Prêmios
Em 8 de maio de 2022, por sua interpretação de Sarah em Help, Jodie Comer recebeu um BAFTA de melhor atriz em televisão, seu segundo prêmio. O ator Stephen Graham, que interpretou o papel de Tony, foi indicado para melhor ator, e Help foi indicado para melhor telefilme.
Help ganhou como melhor telefilme/minissérie no Emmy Internacional de 2022.